# Tysnes
Tysnes est une kommune de Norvège. Elle est située dans le comté de Vestland.